# سی. دیوید کاش
سی. دیوید کاش (انگلیسی: C. David Cush) کارآفرین، بازرگان و مدیر ارشد اجرایی آمریکایی است، که در حال حاضر به‌عنوان مدیر عامل اجرایی شرکت ویرجین امریکا فعالیت می‌کند.